# Seychellendajal

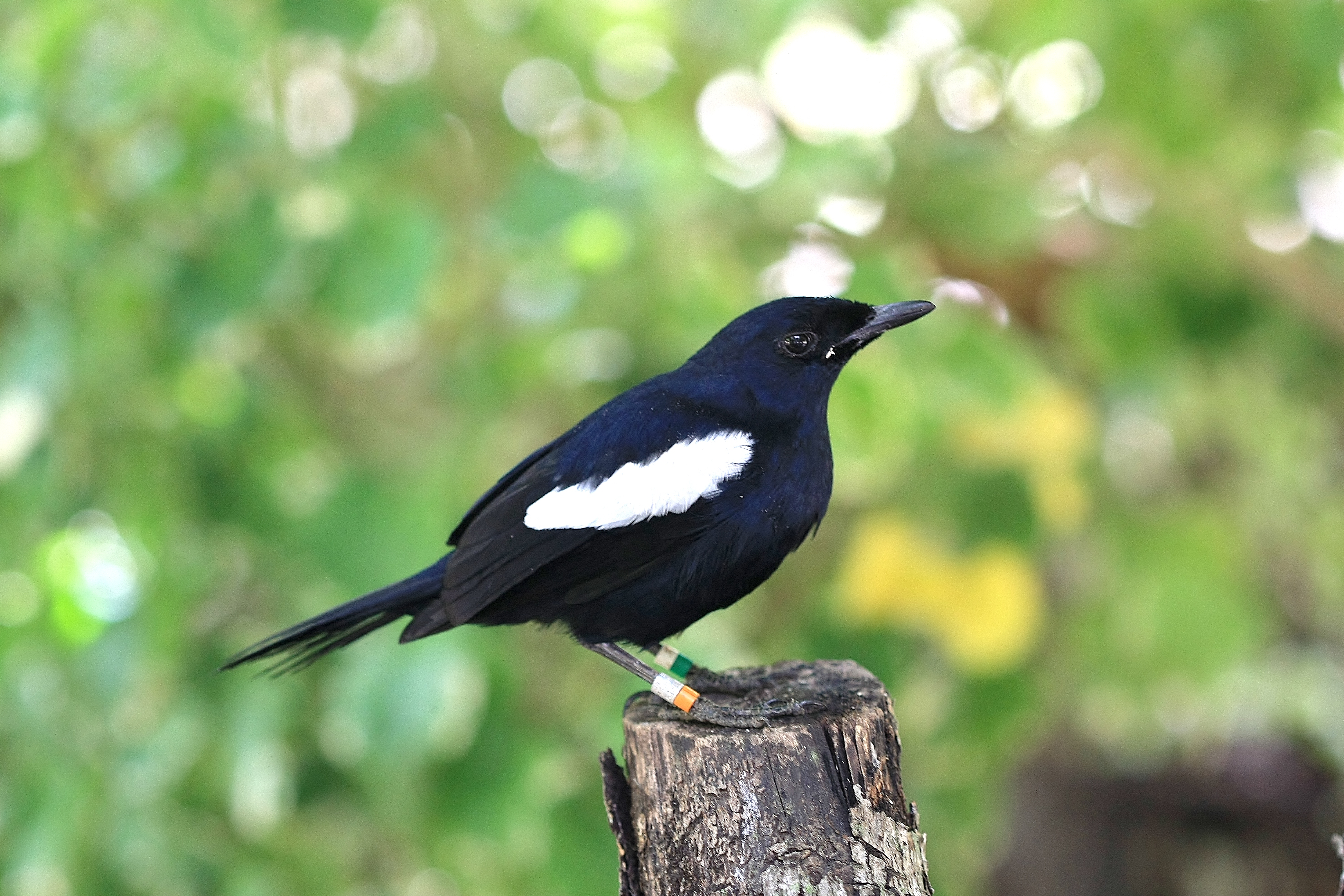
Seychellendajal auf Cousine

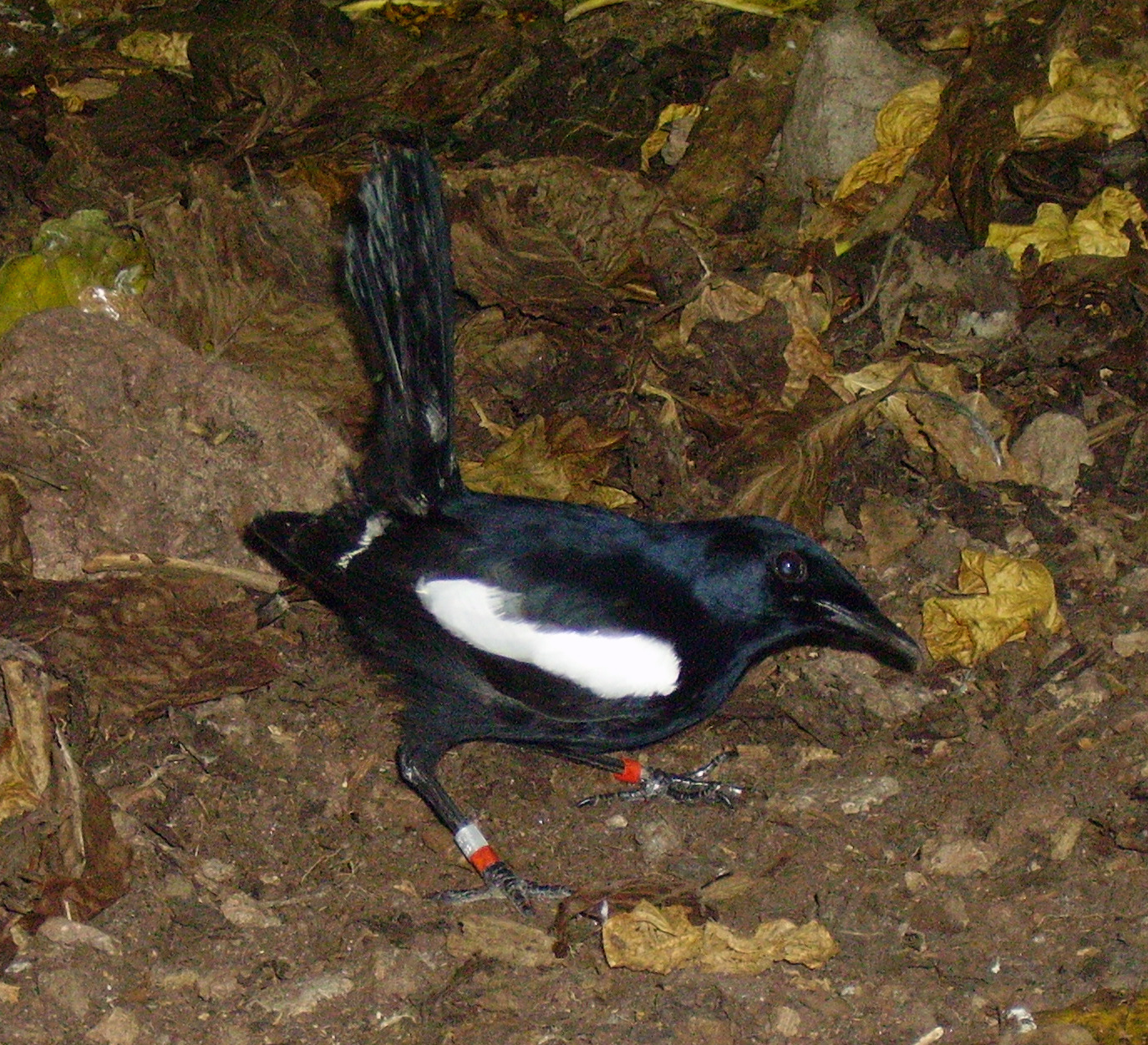
Männchen auf Cousin

Der Seychellendajal (Copsychus sechellarum, englisch Seychelles Magpie Robin) ist eine sehr seltene Vogelart, die auf den Seychellen endemisch ist. Die Art kommt bevorzugt in Küstenwäldern mit geschlossenem Kronendach und wenig Unterwuchs, aber einer insektenreichen Laubstreu vor. Die englische Bezeichnung Magpie Robin erhielt der Vogel, weil er mit seinen weißen Streifen an den Flügeln und dem blau-schwarzen Körper entfernt an eine Elster erinnert, obwohl er zur Familie der Fliegenschnäpper (Muscicapidae) gehört.
Neben Seychellen-Zwergohreule, Seychellen-Rohrsänger und Mahé-Brillenvogel ist der Seychellendajal eine weitere Art der Seychellen, die nur mit sehr großem Aufwand vor dem Aussterben bewahrt werden konnte. Er ist mittlerweile wieder auf mehreren Seychelleninseln angesiedelt worden. Der Bestand hat sich so weit erholt, dass die IUCN seit dem Jahr 2005 den Seychellendajal nicht mehr als vom Aussterben bedroht, sondern nur noch als stark gefährdet einstuft.

## Erscheinungsbild und Lebensweise
In Erscheinung, Größe und Lebensweise ähnelt der Seychellendajal der europäischen Amsel. Seychellendajale erreichen eine Körperlänge von etwa 25 Zentimetern. Das Gefieder ist glänzend schwarz. Auf den Flügeln befindet sich jeweils ein weißer Flügelspiegel. Für ihre Körpergröße erreichen Seychellendajale ein ungewöhnlich hohes Alter und können mindestens zehn Jahre alt werden.
Der Lebensraum der Seychellendajale sind Wälder, Plantagen und dicht bewachsene Gärten. Am dunklen Waldboden suchen sie emsig nach Kerbtieren. Da die Dichte der Beutetiere auf dem nährstoffarmen Granitgestein jedoch sehr gering ist, haben die Seychellendajale eine Strategie entwickelt, ihre Nahrungsmenge merklich zu erhöhen: Sie begleiten die auch auf den Seychellen vorkommenden Riesenschildkröten, die mit ihrer schwerfälligen Gangart permanent herabgefallenes Laub beiseiteschieben und somit ständig Spinnen, Tausendfüßer und Insekten freilegen. Die Paarbindung ist bei dieser Art sehr fest.

## Verbreitungsgebiet und Bestand
Der Vogel lebt auf den Seychellen-Inseln Aride, Cousin, Cousine und Frégate. Bis vor etwa 200 Jahren war die Vogelart auf mehreren der kleinen Granit-Inseln der Seychellen verbreitet, die Rodung von Wäldern und die Einführung von Katzen und Ratten auf den Inseln rotteten ihn fast aus. Um 1960 gab es nur mehr etwa 10 Dajal-Paare auf der winzigen Insel Frégate. Dass die Art überhaupt überlebt hat, grenzt an ein Wunder: Frégate war zufällig rattenfrei geblieben und Anfang des 20. Jahrhunderts starben alle eingeschleppten Katzen an einer Krankheit dort aus. Jedoch gelang es jahrzehntelang nicht, den Bestand dieser Art auf Frégate zu erhöhen, trotz intensiver Schutzbemühungen. Zwischenzeitlich zählte man 41 Exemplare 1978, doch in den Folgejahren brach der Bestand erneut auf 20 Individuen ein.
1990 gab es noch 22 Individuen, als endlich die Royal Society for the Protection of Birds (RSPB) und BirdLife Seychelles ein aufwendiges Rettungsprogramm starteten. Seither wurde der Vogel auf den beiden unter Naturschutz stehenden Inseln Cousin und Cousine wieder angesiedelt. Ebenso fanden anschließend Auswilderungen auf Aride statt, die zunächst scheiterten, dann aber erfolgreich waren. 2003 existierten insgesamt 110 Exemplare der gefährdeten Spezies auf den Inseln, 2006 gab es 178 Vögel (82 auf Frégate, 46 auf Cousin, 32 auf Cousine und 18 auf Aride). Das Rettungsprogramm scheint also bisher recht erfolgreich zu verlaufen.

## Einzelbelege
1. ↑   Couzon, S. 30
2. ↑   Couzon, S. 31
3. ↑   Couzon, S. 30
4. ↑  Copsychus sechellarum in der Roten Liste gefährdeter Arten der IUCN. Abgerufen am 29. Januar 2012.